# Бромат диспрозия(III)
Бромат диспрозия(III) — неорганическое соединение, 
соль диспрозия и бромноватой кислоты с формулой Dy(BrO3)3,
желтые кристаллы,
растворяется в воде,
образует кристаллогидраты.

## Физические свойства
Бромат диспрозия(III) образует жёлтые кристаллы.
Образует кристаллогидраты состава Dy(BrO3)3•n H2O, где n = 3, 9.
Нонагидрат плавиться в собственной кристаллизационной воде при 78 °С.
Растворяется в воде.